# Friedrich Arnold Brockhaus
Friedrich Arnold Brockhaus (Dortmund, 1772. május 4. – Lipcse, 1823. augusztus 20.) német könyvkereskedő, könyvkiadó és szerkesztő, az F. A. Brockhaus cég alapítója, „Conversations-Lexikon“ címmel a később róla elnevezett Brockhaus Enciklopédia (Die Brockhaus Enzyklopädie) számos kiadást megért könyvsorozatának elindítója.

## Életpályája
Pályája Amszterdamból indult, ahol 1805-ben német könyvüzletet nyitott. Üzletét 1811-ben Altenburgba helyezte át. Itt nyomatta híres Conversations-Lexikonját, amelynek javított és bővített kiadásai még ma is forgalomban vannak. 1818-ban Lipcsébe költözött és nyomdát alapított. Híres kiadványai voltak még a Hermes és Isis irodalmi zsebkönyvek.

## Képgaléria

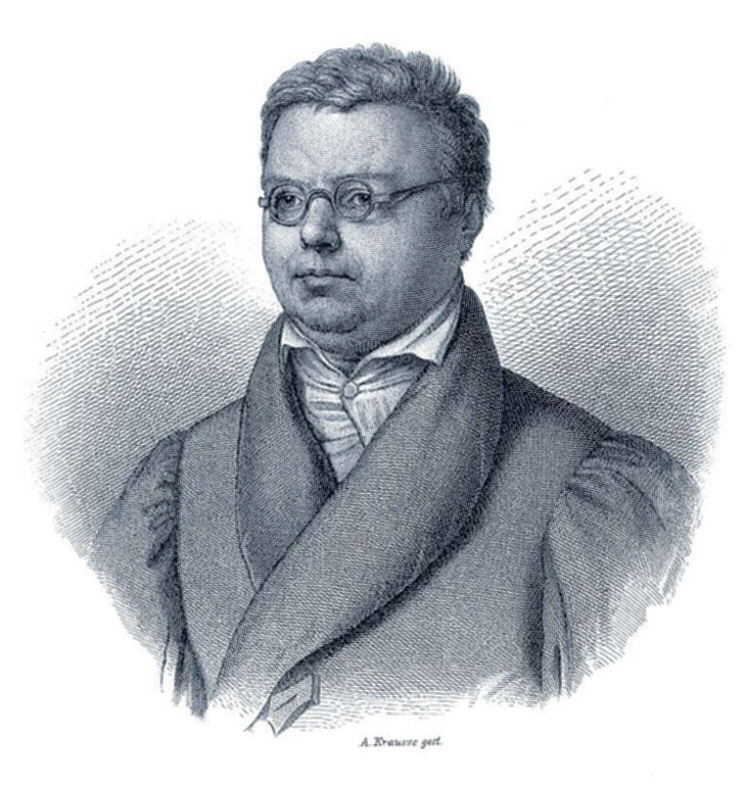
Arcképe, Alfred Krauße (1829–1894) alkotása
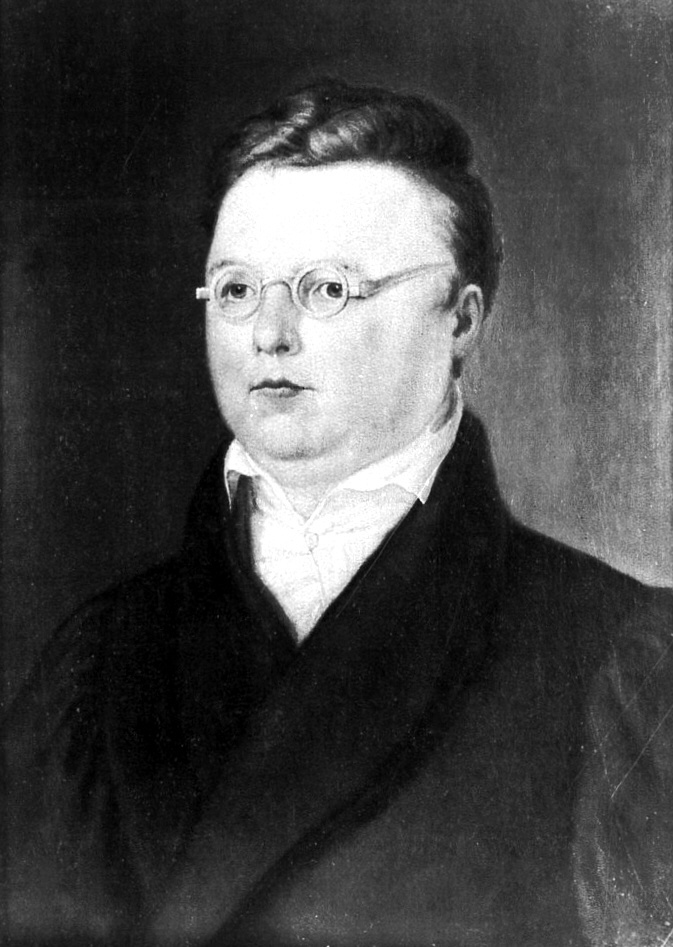
Arcképe, Carl Vogel von Vogelstein alkotása
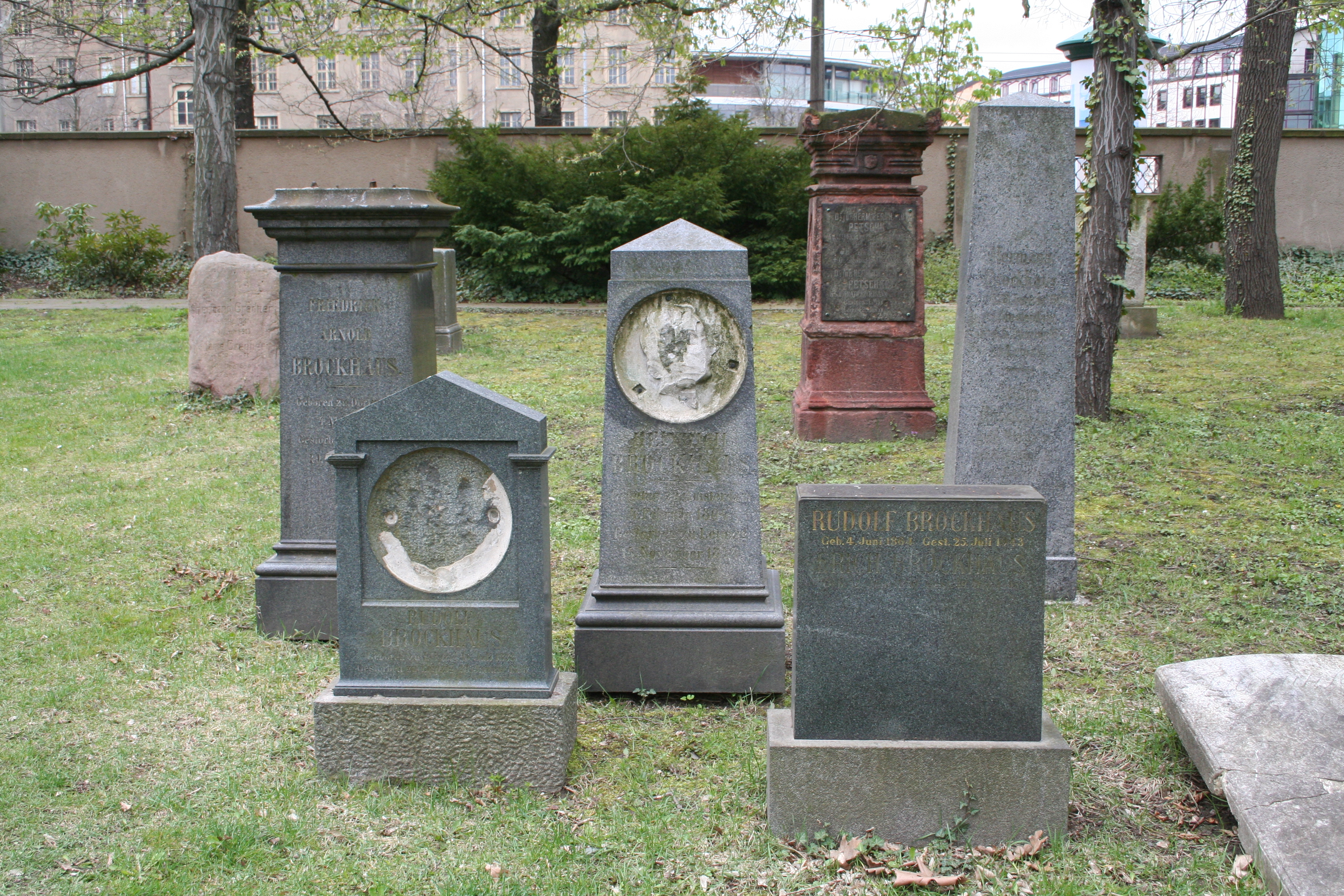
A Brockhaus család sírköve a lipcsei Altes Johannisfriedhof temetőben